# 黄宝石 (1969年电影)

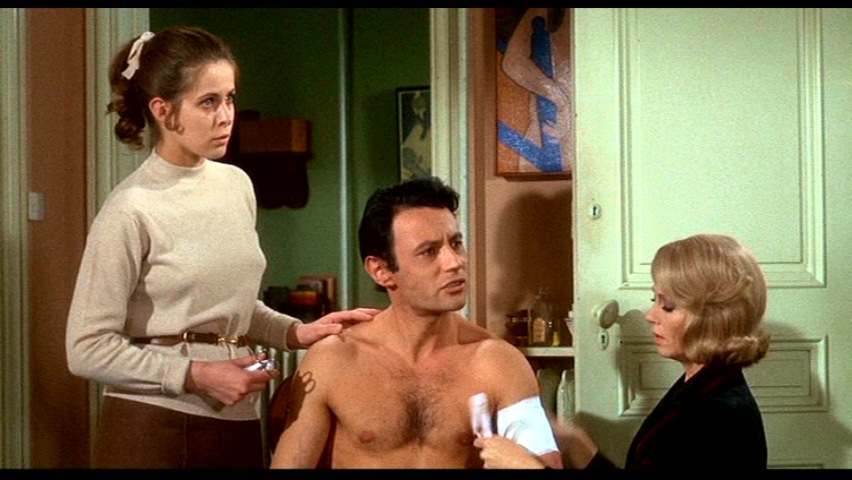
《黄宝石》剧照

《黄宝石》（英語：Topaz）是导演亞弗列·希治閣（Alfred Hitchcock）的第51部电影，拍摄于1968、1969年间。

## 劇情
此部间谍电影由希区考克所导，大致上根据法国间谍Philippe de Vosjoli的故事，以及1962年所谓蓝宝石丑闻所改编而成，整片在丹麦哥本哈根、巴黎、美国等地取镜。故事描写一位高阶的苏联军官投诚美国后，透露出一个惊人的消息：一名代号“黄宝石”的法国间谍，不断的将北大西洋公约组织的秘密透露给卡斯楚与苏联政府。于是，法国秘密特务安德鲁受命前往当地调查，在美国中情局官员的帮助下，他们赫然发现这名顶尖的法国官员，竟然是苏联特务。

## 演員
- 弗雷德里克·斯塔福德 (Frederick Stafford)
- 丹依·罗宾 (Dany Robin)
- 克劳德·杰德 (Claude Jade)
- 米歇尔·皮寇利 (Michel Piccoli)
- 菲利普·诺依莱特 (Philippe Noiret)